# الجبانة (يهر)

تعديل مصدري - تعديل

الجبانة هي إحدى قرى عزلة يهر بمديرية يهر التابعة لمحافظة لحج، بلغ تعداد سكانها 64 نسمة حسب تعداد اليمن لعام 2004.